# Serguei Snejkin
Serguei Snejkin (rus: Серге́й Оле́гович Сне́жкин) (Sant Petersburg 10 d’octubre de 1954 ) és un director de cinema i guionista soviètic i rus.

## Filmografia
- Nevozvraixtxenets (Невозвращенец, 1991)[2][3]
- Tsveti kalenduli (Цветы календулы, 1998)
- Pokhoronite menia za plintusom (Похороните меня за плинтусом, 2009)

## Reconeixements
Al Festival Internacional de Cinema de Sant Sebastià 1991 va guanyar el Premi Especial del Jurat per Nevozvraixtxenets.